# Scytalopus macropus
Scytalopus macropus là một loài chim trong họ Rhinocryptidae.